# A piros kendős lány
A piros kendős lány (törökül: Selvi Boylum, Al Yazmalım) 1978-ban bemutatott török romantikus dráma Atıf Yılmaz rendezésében. A film Csingiz Ajtmatov A vörös kendő című novelláján alapul, és egy falusi lányról szól, aki beleszeret egy isztambuli kamionsofőrbe. A film három díjat nyert a 15. Antalyai Arany Narancs Nemzetközi Filmfesztiválon, köztük a második legjobb filmnek járót, az Ankarai Filmszínházak Szövetsége pedig a tíz legjobb török film közé választotta.

## Cselekmény
İlyas (Kadir İnanır) isztambuli kamionsofőr, aki egy távoli faluba megy, hogy egy gát építéésn dolgozzon. Mikor egy sáros földúton elakad, találkozik a közeli faluban élő Asyával (Türkan Şoray), akinek a „piros kendős” becenevet adja. Egymásba szeretnek, összeházasodnak és születik egy gyerekük, Samet. Egy nap İlyas megáll, hogy segítsen pár elakadt embernek, emiatt azonban késik, így kirúgják a munkahelyéről. Mikor Asya elmegy a főnökéhez könyörögni, hogy vegyék vissza İlyast az állásába, a férfi feldühödik és megüti, majd elhagyja és viszonyt kezd régi barátnőjével, Dilekkel (Hülya Tuğlu). İlyas később rádöbben, hogy hibát követett el, és vissza akar menni Asyához, a nő azonban a gyerekkel együtt eltűnt.
Asya és Samet útjuk során stoppolnak, és egy kedves idegen, Cemşit (Ahmet Mekin) veszi fel őket. Cemşit, mikor negtudja, hogy Asyának nincs hová mennie, megsajnálja és befogadja őket, miközben İlyas kétségbeesetten keresi családját. Samet egyre jobban megkedveli Cemşitet, már apjának tekinti. Évek múlva azonban egy nap İlyas hirtelen felbukkan, és Asyának választania kell a két férfi között.

## Díjak
A film elnyerte a legjobb rendezőnek, a második legjobb filmnek és a legjobb fényképezésnek járó díjat a 15. Antalyai Arany Narancs Filmfesztiválon, Türkan Şoray pedig a legjobb színésznőnek járó díjat a Taskenti Filmfesztiválon.

## Szereplők
- Türkan Şoray – Asya
- Kadir İnanır – İlyas
- Ahmet Mekin – Cemşit
- Hülya Tuğlu – Dilek
- İhsan Yüce – Ali
- Nurhan Nur – Gülşah
- Cengiz Sezici – Can
- Elif İnci – Samet
- Perihan Doygun – Halime

## Fordítás
- Ez a szócikk részben vagy egészben  a   The Girl with the Red Scarf című angol Wikipédia-szócikk ezen változatának fordításán alapul.  Az eredeti cikk szerkesztőit annak laptörténete sorolja fel. Ez a jelzés csupán a megfogalmazás eredetét és a szerzői jogokat jelzi, nem szolgál a cikkben szereplő információk forrásmegjelöléseként.